# Tsegaye Keneni Derera
Tsegaye Keneni Derera (ur. 23 listopada 1943 w Metcha Borodo) – etiopski duchowny rzymskokatolicki, od 2014 do 2023 wikariusz apostolski Soddo.

## Życiorys
Święcenia kapłańskie przyjął 13 lipca 1976 i uzyskał inkardynację do archieparchii Addis Abeby obrządku etiopskiego. Po święceniach pracował jako kanclerz kurii, pełniąc jednocześnie funkcje m.in. wikariusza generalnego archieparchii i sekretarza w jej sekretariacie generalnym. W latach 1999–2008 pracował w etiopskiej Konferencji Episkopatu jako sekretarz wykonawczy, a w latach 2007-2010 był pracownikiem etiopskiego uniwersytetu katolickiego. W 2012 został wikariuszem generalnym wikariatu apostolskiego Nekemte.
11 października 2013 otrzymał nominację na koadiutora wikariusza apostolskiego Soddo, jednocześnie uzyskując godność biskupa tytularnego Maximiana in Byzacena. Sakry biskupiej udzielił mu 24 listopada 2013 abp Berhaneyesus Demerew Souraphiel. 12 stycznia 2014 przejął pełnię rządów w wikariacie. 23 listopada 2023 papież Franciszek przyjął jego rezygnację z urzędu wikariusza apostolskiego Soddo.